# Ја нећу да га видим
Ја нећу да га видим је други студијски албум српске фолк певачице Даре Бубамаре објављен 1996. године за Зам. На овом албуму налази се један од највећих хитова ове певачице, песма Ја нећу да га видим. Музику за скоро све песме написао је Драган Брајовић Браја, док је на текстовима радила Марина Туцаковић. Продуценти су били Дејан Абадић, Марко Кон и Браја, док су аранжмане радили Зоран Тутуновић, Александар Кобац и Дејан Абадић. Пратеће вокале су певале Ана Станић и Марија Михајловић, а на по једној песми радили су Срђан Чолић и Владо Георгиев. Снимљена су четири музичка спота, за песме Ја нећу да га видим, Јуче сам, Било је пролеће и Немој да бринеш мали.

## Списак песама
1. Ја нећу да га видим
2. Све девојке
3. Јуче сам
4. Могу ја без тебе
5. Било је пролеће
6. Требаш ми
7. Немој да бринеш мали
8. Нисам ја дете